# Vijfde Havendok

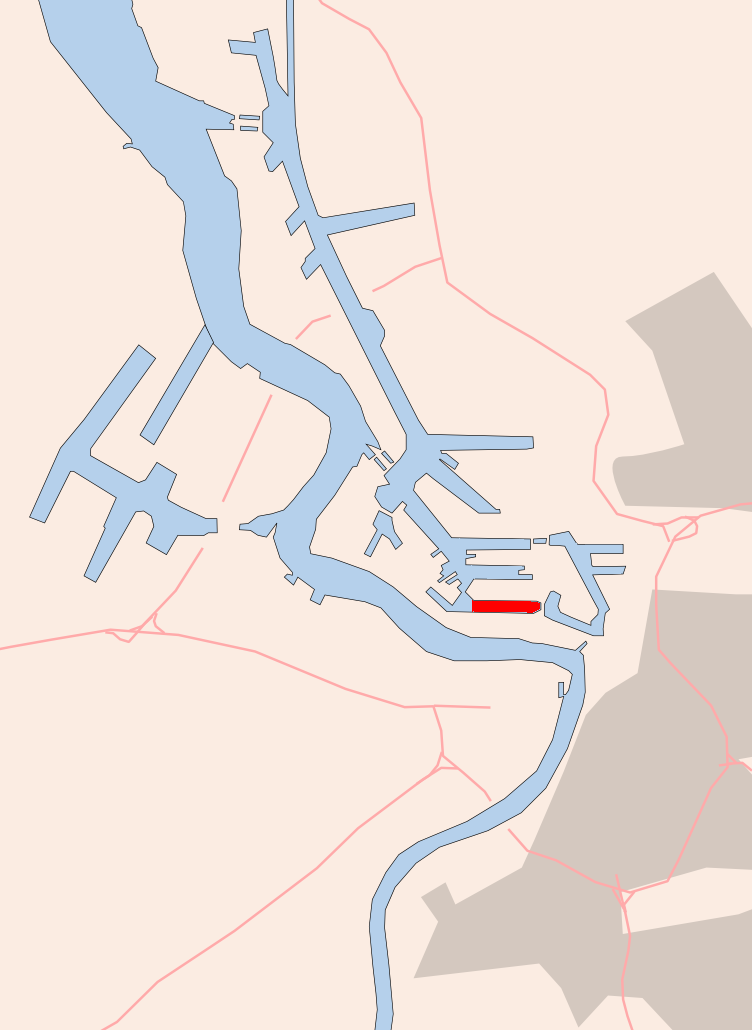
Locatie

Het Vijfde Havendok ligt in noordelijk Antwerpen en in oost-westelijke as. Het ligt zuidelijker dan het eveneens, in die as gelegen Vierde Havendok en noordelijk gelegen van de Schelde. Het vormt ook de doorgang van het algemene Kanaaldok, die begint met het Kanaaldok B2 en B1, Hansadok, Vijfde Havendok, Amerikadok, Straatsburgdok tot aan het Albertkanaal. Deze vaarweg heeft voorrang op alle zijwaarts uitkomende schepen en het verplichte oproep- en afluister-VHF-kanaal is 74. Het dok is ongeveer 2180 meter lang en 300 meter breed, met een diepte van 7,75 meter. Het Vijfde Havendok is in 1960 aangelegd en beslaat een oppervlakte van 64,03 ha.
Met de aanleg van dit dok moest het dorp Oosterweel totaal verdwijnen. Het oude kerkje, dat tussen bomen  in een dal staat, nabij de zuidkant van de Noordkasteelbruggen, getuigt van weleer. Het staat zes meter lager omdat men destijds, de vruchtbare polders liet onderspuiten, om verhoogde grond te verkrijgen voor de havenindustrie. Na de Oosterweelwerken zal het kerkje, dat een beschermd monument is, een plaats krijgen in het toekomstige Ringpark Noordkasteel. 
De noordkant van het Vijfde Havendok is, vanaf de schuine westelijke zijde aan kade nummer 301, aan de oostelijke zijde aan kade nummer 321 bij de Noordkasteelbruggen ingenomen door de concessie van Mexico Natie. Hier worden vooral vrachtschepen met bestemming Noord Afrika (Sloman Neptun en CNAN) en Centraal Afrika (Lignes Maritimes Congolaises) gelost en geladen. In 2016 werd beslist dat deze concessie in de toekomst zal verhuizen naar het Delwaidedok.
Aan kaai 321 (noordkant Noordkasteelbruggen) ligt de spoorwegbundel Alaska van de NMBS. Vanaf de zuidkant van de Noordkasteelbruggen begint de kadenummering 345 tot aan 385 insteekdok, Industriedok.
Tussen kade 345 en 371 ligt de drukke Katoennatie - Abes vestiging waar onder andere ijzer en staal en projectlading geladen wordt. Achter deze terminal, aan de Scheldekant, zijn Total Fina Chemicals Antwerpen en Petrochim Polylefins gevestigd. Hier komen ook de tanktreinen en tankvrachtwagens laden.
Vanaf kade 371 tot 385 wordt meestal droge bulklading behandeld door de maatschappij 5HD (5de Havendok).
Op de Antwerpse rechteroever van de Schelde:
Albertdok · Amerikadok · Asiadok · Bevrijdingsdok · Bonapartedok · Churchilldok · Derde Havendok · Eerste Havendok · Graandok · Hansadok · Houtdok · Industriedok · Kanaaldok · 
Kattendijkdok · Kempisch dok · Kooldok · Leopolddok · Lobroekdok · Margueriedok · Marshalldok · Noordschippersdok · Petroleumdok · Sasdok · Schippersdok · Schuildok voor Lichters · Siberiadok · Steendok · Straatsburgdok · Suezdok · Tweede Havendok · Verbindingsdok · Vierde Havendok · Vijfde Havendok · Willemdok · Zesde Havendok · Zuiderdokken
Op de Oost-Vlaamse linkeroever van de Schelde:
Deurganckdok · Doeldok · Noordelijk Insteekdok · Saeftinghedok · Verrebroekdok · Vrasenedok · Waaslandkanaal · Zuidelijk Insteekdok